# Эрнестиново
Эрнестиново (хорв. Ernestinovo) — община и населённый пункт в Хорватии.
Община Эрнестиново находится в восточной части Хорватии в Осиецко-Бараньской жупании. Община располагается в 12 км от города Осиек. Деревня Ласлово (Szentlászló) имеет значительное венгерское население, венгерский язык там является вторым официальным.

## География
В состав общины входят следующие населённые пункты (данные о населении на 2011 год):
- Эрнестиново — 1 047 чел.
- Ласлово — 1 079 чел.
- Дивош — 63 чел.

## Демография
Население общины составляет 2 189 человек по переписи 2011 года. Национальный состав выглядит следующим образом:
- 71,77 % хорваты — 1 571 чел.
- 19,28 % венгры — 422 чел.
- 6,9 % сербы — 151 чел.
- 0,64 % немцы — 14 чел.
- 0,5 % цыгане — 11 чел.